# Неронов, Владимир Дмитриевич
Владимир Дмитриевич Неронов (1860—1935) — советский военный инженер; генерал-майор русской императорской армии.

## Биография
Родился 19 апреля (1 мая) 1860 года в селе Заболотье Калязинского уезда Тверской губернии, в семье древнего дворянского рода. В 1879 году окончил общее отделение дополнительного класса 1-го Санкт-Петербургского реального училища и поступил на военную службу. По окончании Николаевского инженерного училища в 1882 году был выпущен подпоручиком (ст. 07.08.1882) в 10-й саперный батальон; поручик (ст. 01.01.1885).
Учился в Николаевской инженерной академии, которую окончил по 2-му разряду. Был прикомандирован к Балтийской минной роте; до 31 мая 1891 года состоял заведующим оружием в Выборгской крепостной минной роте; штабс-капитан (ст. 01.08.1893); капитан (ст. 01.08.1898). Почти четыре года командовал минной ротой; подполковник (ст. 02.05.1903). С 1 августа 1903 года был помощником командира и казначеем Кронштадтской Михайловской крепостной минной роты, а с 4 февраля 1906 года — Свеаборгской крепостной минной роты.
С 30 ноября 1906 года — делопроизводитель отдела Управления электротехнической части инженерного ведомства, затем — начальник Электротехнической части Инженерного ведомства (03.08.1909 — 13.08.1914); полковник (пр. 1907; ст. 06.12.1907; за отличие); генерал-майор (пр. 1913; ст. 06.12.1913; за отличие).
С 13 августа 1914 года получил назначение старшим инженерным приёмщиком Главного Военно-технического управления в Нижегородском районе.
С 1918 года работал в Военно-инженерном ведомстве РККА в Нижнем Новгороде: до 14.11.1921 был районным инспектором отдела приёмок Военно-технического управления, затем — старшим инспектором. С 1 октября 1922 в ВТА (Троице-Сергиев Посад), с 1923 года — в Петрограде.
В 1927 году вышел в отставку по возрасту и продолжал работать инженером на заводе.
Был репрессирован и вместе с женой Марией Николаевной был выслан на пять лет в Атбасар Карагандинской области. Сын с семьёй был выслан в Казань.
Скончался в ссылке 17 июня 1935 года.

## Награды
- орден Св. Станислава 2-й ст. (1901);
- орден Св. Анны 2-й ст. (1906);
- орден Св. Владимира 4-й ст. (1910);
- орден Св. Владимира 3-й ст. (ВП 22.03.1915);
- орден Св. Станислава 1-й ст. (ВП 30.07.1915);
- орден Св. Анны 1-й ст. (ВП 06.12.1916; за отлично-ревностную службу и особые труды, вызванные обстоятельствами текущей войны).

## Комментарии
1. ↑  Сын Кирилл (1903—1937) учился в реальном училище и с 1918 года работал электромонтером на заводе в Нижнем Новгороде. В 1921 году был командирован в Электротехнический институт в Ленинграде, учился на рабфаке и работал электромонтером в Каменноостровской больнице. В 1924 году поступил в Архитектурный институт, но в следующем году перешёл на архитектурный факультет Высшего художественного технического института (бывшая Академия художеств), по окончании которой (в 1929) работал в архитектурной мастерской в Ленинграде. Печатался в журналах «Вокруг света», «Наука и техника». Вместе с женой, Александрой Алексеевной, в марте 1935 года был выслан на пять лет в Казань, где арестован (23.4.1936) и приговорён (21.8.1936) к 3 годам исправительно-трудовых лагерей; отправлен в Сиблаг; вновь арестован и приговорён (16.9.1937) к высшей мере наказания и в тот же день расстрелян.